# Билибино
Били́бино (на руски: Билибино) е град в Чукотски автономен окръг, Русия. Разположен е на мястото, където се сливат реките Каралвеем и Болшой Кепервеем, на около 625 km северозападно от Анадир. Административен център е на Билибински район. Към 2016 г. населението му възлиза на 5453 души. Това е вторият по големина град в окръга, след Анадир.

## История
Селището е основано през 1955 г. като Каралваам във връзка с откриването на златни залежи в района. Година по-късно е преименувано на Билибино в чест на откривателя на златните залежи в Колима – Юрий Билибин. През 1958 г. Билибино получава статут на селище от градски тип, а през 1961 г. административният център на района е преместен от село Анюйск в Билибино. През 1965 г. е взето решение за строежа на атомна електроцентрала Билибино. През 1974 г. вече заработва Билибинската АЕЦ – най-малката и най-северната АЕЦ в света. В следващите две години са пуснати в експлоатация още 3 реактора. През 1993 г. Билибино получава статут на град. През 2010 г. Билибино става център на Градско поселение Билибино, което включва и селото Кепервеем.

## Население
По данни от преброяването през 1989 г., Билибино има население от 15 558 души. След разпадането на СССР населението рязко спада. Според преброяването от 2010 г., в Билилибино живеят 5506 души.
По относителна скорост на обезлюдяването Билибино е на второ място след Певек.
| 1959 | 1970   | 1979   | 1989   | 1998 | 2000 | 2001 |
| ---- | ------ | ------ | ------ | ---- | ---- | ---- |
| 635  | 10 693 | 12 711 | 15 558 | 8600 | 7700 | 7500 |
| 2002 | 2006   | 2007   | 2008   | 2009 | 2010 | 2011 |
| 6181 | 5700   | 5700   | 5600   | 5453 | 5506 | 5494 |
| 2012 | 2013   | 2014   | 2015   | 2016 |      |      |
| 5486 | 5451   | 5588   | 5592   | 5453 |      |      |

### Етнически състав
Етническият състав на населението към 2010 г. е: 71% руснаци, 15% украинци, 6% чукчи, 3% евени и 5% други.

## Климат
Климатът в Билибино е субарктичен, граничещ с полярен, с много ниски температури целогодишно. Средната годишна температура тук е -13,9 °C, а средните годишни валежи са 198 mm.
| Климатични данни за Билибино          | Климатични данни за Билибино | Климатични данни за Билибино | Климатични данни за Билибино | Климатични данни за Билибино | Климатични данни за Билибино | Климатични данни за Билибино | Климатични данни за Билибино | Климатични данни за Билибино | Климатични данни за Билибино | Климатични данни за Билибино | Климатични данни за Билибино | Климатични данни за Билибино | Климатични данни за Билибино |
| Месеци                                | яну.                         | фев.                         | март                         | апр.                         | май                          | юни                          | юли                          | авг.                         | сеп.                         | окт.                         | ное.                         | дек.                         | Годишно                      |
| Абсолютни максимални температури (°C) | −0,7                         | 11                           | −1                           | 5,4                          | 19                           | 30                           | 31,3                         | 31,2                         | 19                           | 6                            | 2,3                          | 0,6                          |                              |
| Средни максимални температури (°C)    | −28,1                        | −27,5                        | −20,2                        | −10,7                        | 2,8                          | 14,9                         | 17,5                         | 14,1                         | 4,9                          | −9,1                         | −24,2                        | −27,6                        |                              |
| Средни температури (°C)               | −31                          | −31                          | −26                          | −17                          | −2,5                         | 9                            | 11,5                         | 8,5                          | 0,5                          | −12,5                        | −26,5                        | −29,5                        |                              |
| Средни минимални температури (°C)     | −34,1                        | −35,4                        | −32,4                        | −24,8                        | −7,5                         | 4,2                          | 6,6                          | 3,3                          | −3,1                         | −16,3                        | −29,7                        | −32,9                        |                              |
| Абсолютни минимални температури (°C)  | −55,4                        | −54                          | −52,5                        | −43,4                        | −31                          | −6,8                         | −6                           | −9,2                         | −17                          | −39                          | −54,5                        | −55,2                        |                              |
| Средни месечни валежи (mm)            | 12                           | 12                           | 6                            | 6                            | 6                            | 27                           | 48                           | 42                           | 12                           | 15                           | 15                           | 15                           |                              |
| ------------------------------------- | ---------------------------- | ---------------------------- | ---------------------------- | ---------------------------- | ---------------------------- | ---------------------------- | ---------------------------- | ---------------------------- | ---------------------------- | ---------------------------- | ---------------------------- | ---------------------------- | ---------------------------- |
| Източник: Meoweather                  |                              |                              |                              |                              |                              |                              |                              |                              |                              |                              |                              |                              |                              |

## Икономика
Производството на електроенергия от Билибинската АЕЦ е основният отрасъл тук. Тя е единствената АЕЦ в Далечния Изток на Русия. Има четири реактора, всеки с мощност от 12 MW. Златното находище вече не се експлоатира. Произвеждат се хранителни продукти.

### Транспорт
Районът на Билибино няма целогодишни пътища. Има черен път до летището в Кепервеем (40 km), черен път до речното пристанище в Черски (250 km), както и ледена магистрала до Певек.

## Галерия
- Зимна мъгла над Билибино, февруари 2012 г.
- Изглед към Билибино, април 2016 г.
- Изглед към АЕЦ Билибино, април 2016 г.
- Изглед към АЕЦ Билибино, неизвестна дата.